# One Heart
One Heart là album phòng thu thứ mười chín và cũng là album tiếng Anh thứ tám của ca sĩ người Canada Celine Dion, phát hành ngày 24 tháng 3 năm 2003 bởi Columbia Records, Epic Records và Sony Music. Album được ra mắt chỉ một năm kể từ khi Dion trở lại với A New Day Has Come (2002), sau một khoảng thời gian tạm gác lại sự nghiệp để tập trung xây dựng gia đình. One Heart chủ yếu được sản xuất bởi Max Martin và Rami Yacoub, Peer Åström, Anders Bagge và Kristian Lundin. Đây là một bản thu âm pop kết hợp với dance-pop, trong đó "Sorry for Love", "Coulda Woulda Shoulda" và "Have You Ever Been in Love" từng được đưa vào A New Day Has Come, bên cạnh "Je t'aime encore" được thu âm bằng tiếng Pháp và sẽ xuất hiện album tiếp theo của Dion, 1 fille & 4 types (2003). Ngoài ra, cô cũng hát lại bản nhạc năm 1987 của Roy Orbison "I Drove All Night".
Sau khi phát hành, One Heart đa phần nhận được những phản ứng trái chiều từ các nhà phê bình âm nhạc, trong đó họ nhắm đến quá trình sản xuất kém hiệu quả và tính thiếu gắn kết của toàn bộ album. Tuy nhiên, đĩa nhạc vẫn gặt hái những thành công lớn về mặt thương mại, đứng đầu các bảng xếp hạng tại Canada, Đan Mạch, Pháp và Thụy Sĩ, đồng thời lọt vào top 10 ở hầu hết những thị trường còn lại, bao gồm vươn đến top 5 tại Áo, Bỉ, Hà Lan, Phần Lan, Ý, Na Uy, Tây Ban Nha, Thụy Điển và Vương quốc Anh. One Heart ra mắt ở vị trí thứ hai trên bảng xếp hạng Billboard 200 tại Hoa Kỳ với 432,000 bản, trở thành album thứ bảy của Dion vươn đến top 10 tại đây và được chứng nhận hai đĩa Bạch kim bởi Hiệp hội Công nghiệp Ghi âm Hoa Kỳ (RIAA). Tính đến nay, đĩa nhạc đã bán được hơn 5 triệu bản trên toàn thế giới, trở thành album bán chạy thứ mười trong năm 2003.
Ba đĩa đơn đã được phát hành từ One Heart. "I Drove All Night" được chọn làm đĩa đơn mở đường và đứng đầu các bảng xếp hạng ở Canada và Thụy Điển, cũng như vươn đến top 10 ở 8 quốc gia khác. Tuy nhiên, đĩa đơn chỉ đạt vị trí thứ 45 trên bảng xếp hạng Billboard Hot 100 tại Hoa Kỳ. "Have You Ever Been in Love" được phát hành dưới dạng đĩa đơn thứ hai tại Bắc Mỹ và thứ ba ở một số quốc gia khác, trong khi bài hát chủ đề đóng vai trò tương tự bên ngoài Hoa Kỳ và lọt vào top 40 ở nhiều quốc gia. Ngoài ra, hai đĩa đơn quảng bá "Stand by Your Side" và "Faith" cũng lần lượt được gửi đến đài phát thanh tại Hoa Kỳ và Canada. Khác với những album trước, Dion không xuất hiện và trình diễn nhiều trên các chương trình truyền hình và lễ trao giải lớn để thực hiện loạt đêm nhạc lưu trú A New Day... (2003-2007) tại Las Vegas, được mở màn chỉ sau một ngày phát hành One Heart.

## Danh sách bài hát
| One Heart – Phiên bản tiêu chuẩn | One Heart – Phiên bản tiêu chuẩn  | One Heart – Phiên bản tiêu chuẩn                   | One Heart – Phiên bản tiêu chuẩn | One Heart – Phiên bản tiêu chuẩn |
| STT                              | Nhan đề                           | Sáng tác                                           | Sản xuất                         | Thời lượng                       |
| -------------------------------- | --------------------------------- | -------------------------------------------------- | -------------------------------- | -------------------------------- |
| 1.                               | "I Drove All Night"               | Billy Steinberg Tom Kelly                          | Peer Åström Vito Luprano         | 4:00                             |
| 2.                               | "Love Is All We Need"             | Max Martin Rami Yacoub                             | Martin Yacoub                    | 3:49                             |
| 3.                               | "Faith"                           | Martin Yacoub                                      | Martin Yacoub                    | 3:42                             |
| 4.                               | "In His Touch"                    | Martin Yacoub                                      | Martin Yacoub                    | 3:54                             |
| 5.                               | "One Heart"                       | John Shanks Kara DioGuardi                         | Shanks DioGuardi                 | 3:24                             |
| 6.                               | "Stand by Your Side"              | Paul Barry Mark Taylor                             | Taylor Humberto Gatica           | 3:33                             |
| 7.                               | "Naked"                           | Anders Bagge Åström Troy Verges                    | Bagge Åström Luprano             | 3:40                             |
| 8.                               | "Sorry for Love" (phiên bản 2003) | DioGuardi Bagge Åström Arnthor Birgisson           | Bagge Åström                     | 4:27                             |
| 9.                               | "Have You Ever Been in Love"      | Bagge Åström Thomas Nichols Daryl Hall Laila Bagge | Bagge Åström                     | 4:08                             |
| 10.                              | "Reveal"                          | Cathy Dennis Greg Wells                            | Ric Wake Richie Jones [a]        | 4:11                             |
| 11.                              | "Coulda Woulda Shoulda"           | Kristian Lundin Andreas Carlsson                   | Lundin                           | 3:27                             |
| 12.                              | "Forget Me Not"                   | Guy Roche Shelly Peiken                            | Roche                            | 4:06                             |
| 13.                              | "I Know What Love Is"             | Wake Arnie Roman                                   | Wake Jones [a]                   | 4:28                             |
| 14.                              | "Je t'aime encore"                | Jean-Jacques Goldman J. Kapler                     | Erick Benzi                      | 3:24                             |
| Tổng thời lượng:                 | Tổng thời lượng:                  | Tổng thời lượng:                                   | Tổng thời lượng:                 | 53:23                            |

Ghi chú
- ^a  nghĩa là sản xuất bổ sung

## Xếp hạng
| Bảng xếp hạng (2003)                     | Vị trí cao nhất |
| ---------------------------------------- | --------------- |
| Album Úc (ARIA)                          | 6               |
| Album Áo (Ö3 Austria)                    | 5               |
| Album Bỉ (Ultratop Vlaanderen)           | 1               |
| Album Bỉ (Ultratop Wallonie)             | 3               |
| Album Canada (Billboard)                 | 1               |
| Album Cộng hòa Séc (ČNS IFPI)            | 13              |
| Album Đan Mạch (Hitlisten)               | 1               |
| Album Hà Lan (Album Top 100)             | 3               |
| Album Châu Âu (Music & Media)            | 2               |
| Album Phần Lan (Suomen virallinen lista) | 3               |
| Album Pháp (SNEP)                        | 1               |
| Album Đức (Offizielle Top 100)           | 6               |
| Album Hy Lạp Quốc tế (IFPI)              | 1               |
| Album Hungaria (MAHASZ)                  | 14              |
| Album Ireland (IRMA)                     | 10              |
| Album Ý (FIMI)                           | 3               |
| Album Nhật Bản (Oricon)                  | 27              |
| Album New Zealand (RMNZ)                 | 7               |
| Album Na Uy (VG-lista)                   | 2               |
| Album Ba Lan (ZPAV)                      | 5               |
| Album Bồ Đào Nha (AFP)                   | 3               |
| Album Quebec (ADISQ)                     | 1               |
| Album Scotland (OCC)                     | 4               |
| Album Tây Ban Nha (PROMUSICAE)           | 3               |
| Album Thụy Điển (Sverigetopplistan)      | 3               |
| Album Thụy Sĩ (Schweizer Hitparade)      | 1               |
| Album Anh Quốc (OCC)                     | 4               |
| Album Hoa Kỳ Billboard 200               | 2               |

| Bảng xếp hạng (2003)  | Vị trí cao nhất |
| --------------------- | --------------- |
| Album Hàn Quốc (RIAK) | 2               |

| Bảng xếp hạng (2003)                             | Vị trí |
| ------------------------------------------------ | ------ |
| Album Úc (ARIA)                                  | 88     |
| Album Áo (Ö3 Austria)                            | 48     |
| Album Bỉ (Ultratop Flanders)                     | 15     |
| Album Bỉ (Ultratop Wallonia)                     | 33     |
| Album Đan Mạch (Hitlisten)                       | 17     |
| Album Hà Lan (Album Top 100)                     | 17     |
| Album Phần Lan Quốc tế (Suomen virallinen lista) | 13     |
| Album Pháp (SNEP)                                | 43     |
| Album Đức (Offizielle Top 100)                   | 43     |
| Album Hungaria (MAHASZ)                          | 71     |
| Album Ý (FIMI)                                   | 50     |
| Album New Zealand (RMNZ)                         | 47     |
| Album Na Uy (VG-lista)                           | 9      |
| Album Thụy Điển (Sverigetopplistan)              | 38     |
| Album Thụy Sĩ (Schweizer Hitparade)              | 17     |
| Album Anh Quốc (OCC)                             | 108    |
| Hoa Kỳ Billboard 200                             | 33     |
| Toàn cầu (IFPI)                                  | 10     |

| Bảng xếp hạng                    | Vị trí |
| -------------------------------- | ------ |
| Album Nghệ sĩ Canada (SoundScan) | 62     |

## Chứng nhận
| Quốc gia                                                                           | Chứng nhận  | Số đơn vị/doanh số chứng nhận |
| ---------------------------------------------------------------------------------- | ----------- | ----------------------------- |
| Úc (ARIA)                                                                          | Bạch kim    | 70.000^                       |
| Áo (IFPI Áo)                                                                       | Vàng        | 15.000*                       |
| Bỉ (BEA)                                                                           | Vàng        | 25.000*                       |
| Canada (Music Canada)                                                              | 3× Bạch kim | 300.000^                      |
| Đan Mạch (IFPI Đan Mạch)                                                           | Bạch kim    | 50.000^                       |
| Phần Lan (Musiikkituottajat)                                                       | Vàng        | 17,299                        |
| Pháp (SNEP)                                                                        | Bạch kim    | 300.000*                      |
| Đức (BVMI)                                                                         | Vàng        | 150.000^                      |
| Hy Lạp (IFPI Hy Lạp)                                                               | Vàng        | 10.000^                       |
| New Zealand (RMNZ)                                                                 | Bạch kim    | 15.000^                       |
| Na Uy (IFPI)                                                                       | Vàng        | 20.000*                       |
| Bồ Đào Nha (AFP)                                                                   | Bạc         | 10.000^                       |
| Tây Ban Nha (PROMUSICAE)                                                           | Vàng        | 50.000^                       |
| Thụy Điển (GLF)                                                                    | Vàng        | 30.000^                       |
| Thụy Sĩ (IFPI)                                                                     | Bạch kim    | 40.000^                       |
| Anh Quốc (BPI)                                                                     | Vàng        | 204,075                       |
| Hoa Kỳ (RIAA)                                                                      | 2× Bạch kim | 2.000.000^                    |
| Tổng hợp                                                                           |             |                               |
| Châu Âu (IFPI)                                                                     | Bạch kim    | 1.000.000*                    |
| Toàn cầu                                                                           | —           | 5,000,000                     |
| * Chứng nhận dựa theo doanh số tiêu thụ. ^ Chứng nhận dựa theo doanh số nhập hàng. |             |                               |

## Lịch sử phát hành
| Khu vực  | Ngày             | Hãng đĩa | Định dạng   | Mã       |
| -------- | ---------------- | -------- | ----------- | -------- |
| Châu Âu  | 24 tháng 3, 2003 | Columbia | CD cassette | 510877 2 |
| Canada   | 25 tháng 3, 2003 | Columbia | CD cassette | 87185    |
| Hoa Kỳ   | 25 tháng 3, 2003 | Epic     | CD cassette | 87185    |
| Nhật Bản | 26 tháng 3, 2003 | SMEJ     | CD          | EICP-200 |
| Úc       | 28 tháng 3, 2003 | Epic     | CD cassette | 5108772  |